# Hybrid (gruppo musicale britannico)
Hybrid è un gruppo di musica elettronica presenti sul palcoscenico internazionale del genere breakbeat. Il duo, formato da Mike Truman e Chris Healings, fu fondato presso Swansea, una cittadina del Galles meridionale.

## Discografia
Album in studio
- 1999 - Wide Angle (L'anno successivo venne ripubblicato con il titolo Wider Angle)
- 2003 - Morning Sci-Fi
- 2006 - I Choose Noise
- 2010 - Disappear Here

Remix
- 2001 - Remix and Additional Production By...
- 2007 - Hybrid Re Mixed
- 2008 - Soundsystem 01

Compilation
- 2004 - Hybrid Present Y4K

Promo
- 1996 - The Remix Collection
- 1996 - Symphony
- 1998 - Music from the Forthcoming Album Wide Angle
- 1999 - Views from Wide Angle
- 2005 - Scores

Singoli
- Fall Out of Love (1996)
- Finished Symphony (1999)
- If I Survive (1999)
- Kid 2000 (2002)
- Visible Noise / Know Your Enemy (2002)
- Gravastar / Celebrity Science (2002)
- True to Form (2003)
- Higher Than a Skyscraper (2004)
- I'm Still Awake (2004)
- I Choose Noise EP (2006)
- Dogstar / I Choose Noise (2006)
- Falling Down / Last Man Standing (2006)
- Dreamstalker / Just for Today (2006)
- Last Man Standing / Until Tomorrow Remixes (2007)
- I Choose Noise / Sleepwalking Remixes (2007)
- Hybrid Re mixed EP 1 (2007)
- Finished Symphony (deadmau5 Remix) (2008)
- The Formula of Fear (2008)